# Ecoteología

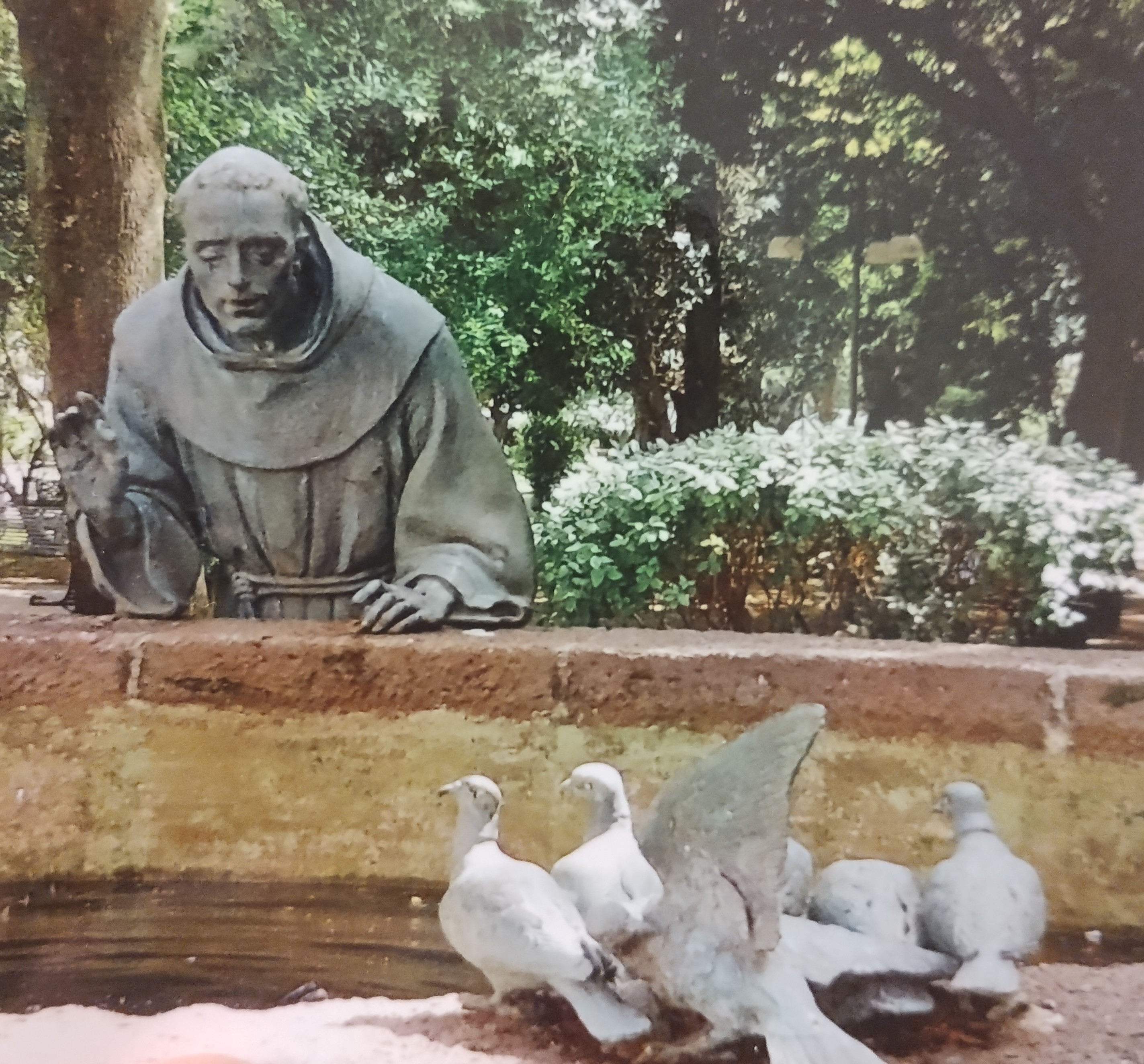
Estatua que representa el sermón de Francisco de Asís a las aves.

La eco-teología es un tipo de teología constructiva que se centra en las interrelaciones entre religión y naturaleza, particularmente a la luz de las preocupaciones medioambientales.Generalmente, la eco-teología se basa en la premisa de que existe una relación entre los aspectos religiosos / espirituales humanos y la degradación o restauración y conservación de la naturaleza.Explora la interacción entre los valores ecológicos como la sostenibilidad, y el dominio humano sobre la naturaleza.Este movimiento ha generado numerosos proyectos religioso-medioambientales alrededor del mundo.
La creciente concienciación sobre la crisis medioambiental ha llevado a una reflexión religiosa generalizada sobre la relación del ser humano con el planeta.Esta reflexión tiene precedentes arraigados en la mayoría de tradiciones religiosas en los ámbitos de la ética y la cosmología y puede ser interpretado como un conjunto o consecuencia de la teología de la naturaleza.
La eco-teología no solo explora la relación entre la religión y la naturaleza en cuanto a la degradación de esta última, también lo hace en relación con la gestión del ecosistema en general.En concreto, la eco-teología no solo busca identificar cuestiones importantes dentro de la relación entre naturaleza y religión, sino también destacar soluciones potenciales. Esto es importante ya que muchos seguidores y colaboradores de la eco-teología argumentan que la ciencia y la educación son suficientes para inspirar el cambio necesario en la actual crisis medioambiental.

## Historia
Seyyed Hossein Nasr, una figura pionera en el campo de la eco-teología, fue de los primeros teóricos en enfocar la atención a las dimensiones espirituales de la crisis medioambiental. Presentó su punto de vista por primera vez en un ensayo en el año 1965, ampliándolo a una serie de conferencias dadas en la Universidad de Chicago un año después, en 1966, meses antes de que Lynn White Jr. diese su famosa conferencia en la Academia Americana de las Artes y las Ciencias el 26 de diciembre de 1966 (publicada en la revista Science en 1967 con el título «Raíces históricas de nuestra crisis ecológica»).Las conferencias de Nasr fueron posteriormente publicadas en 1968 como «Hombre y Naturaleza: la crisis espiritual del hombre moderno», donde defendió detalladamente  « la vuelta de la visión sagrada del universo para combatir la crisis medioambiental contemporánea»Anna M. Gade expone que el «breve y en ocasiones reconocido» artículo de Lynn White contenía «argumentos similares» a los de Nasr en sus «influyentes» series de conferencias Rockefeller en la Universidad Divinity de Chicago, un año antes.Richard Foltz también es de la opinión de que las conferencias de Nasr que «precedieron» al artículo de White de 1967 presentaban «argumentos similares».Foltz argumenta que Nasr estableció la conexión entre las crisis medioambientales y espirituales de Occidente desde los años 50 y «anticiparon la crítica de White en sus propias conferencias en la Universidad de Chicago anteriormente en el mismo año que el discurso de White».A Nasr se le atribuyen «importantes contribuciones metodológicas y teóricas en el desarrollo de la eco-teología».La relación entre la teología y la crisis ecológica moderna, sin embargo, se convirtió en un tema intenso de debate en el ámbito académico occidental en 1967, tras la publicación del artículo «Las raíces históricas de nuestra crisis ecológica», de Lynn White Jr., profesora de Historia en la Universidad de California en Los Ángeles. En este trabajo, White presenta la teoría de que el modelo cristiano de dominio humano sobre la naturaleza ha llevado a la devastación medioambiental, dando voz a la «Queja Ecológica».En 1973, el teólogo Jack Rogers publicó un artículo donde sondeó los estudios publicados por aproximadamente doce teólogos que aparecieron desde White.Reflejan la búsqueda de un «modelo teológico apropiado» que evalúe adecuadamente los datos bíblicos sobre la relación entre Dios, humanos y naturaleza.

## Precedentes en el pensamiento religioso
Algunos académicos argumentan que los cristianos, de hecho, ayudaron a provocar la actual crisis medioambiental enseñando a sus fieles que Dios, y por extensión la humanidad, trasciende la naturaleza.Gran parte del desarrollo de la eco-tecnología como discurso teológico surgió como respuesta a este planteamiento, que recibe el nombre de «La Queja Ecológica».Los defensores de esta perspectiva afirman, fundamentalmente, que la cristianismo promueve la idea del dominio del ser humano sobre la naturaleza, tratando a esta última como una herramienta para utilizar y explotar para la supervivencia y la prosperidad.Sin embargo, el cristianismo se ha percibido en ocasiones como fuente de valores positivos hacia el medioambiente, y existen voces en la tradición cristiana cuya visión incluye el bienestar del planeta tierra y todas las criaturas.Mientras Francisco de Asís es una de las influencias más obvias en la eco-teología cristiana, hay muchos teólogos y profesores, como Isaac de Nineveh y Serafín de Sarov, cuyo trabajo tiene profundas consecuencias para los pensadores cristianos.
No se puede sobreestimar la importancia de las tradiciones indígenas en el desarrollo de la eco-teología.Sistemas de Conocimiento Ecológico Tradicional, en combinación con métodos científicos modernos de gestión del ecosistema, están generando interés al tiempo que los activistas medioambientales se dan cuenta de la importancia de los grupos con inversión local.

## Análisis a fondo
La eco-teología cristiana se vale de los escritos de autores como el padre jesuita y paleontólogo Pierre Teilhard de Chardin, el filósofo Alfred North Whitehead y el padre pasionista e historiador Thomas Berry.Esta presentado en «Protestantismo» de John B. Cobb, Jr., Jürge Moltmann, y Michael Dowd; en «Ecofeminismo» de las teólogas feministas Rosemary Radford Ruether, Catherine Keller, y Sallie McFague; en «Ecomujerismo» de Melanie Harris y Karen Baker-Fletcher; en «Teología de la liberación» de Leonardo Boff y Tink Tinker; en «Catolicismo Romano» de John F. Haught y el Papa Francisco; en «Ortodoxia» de Elisabeth Theokritoff y George Nalunnakkal (actualmente obispo Geevarghese Mor Coorilose de la Iglesia cristiana siria jacobita). Además de los trabajos sobre teología, los intérpretes de la importancia ecológica en las escrituras, como Ellen Davis, también tienen un papel destacado.
La Espiritualidad de la Creación es otra expresión importante de la eco-teología que ha sido desarrollada y popularizada por Matthew Fox, un ex fraile dominico católico convertido en sacerdote episcopal.
Abraham Joshua Heschel y Martin Buber, ambos filósofos judíos, también han dejado su huella en la eco-teología cristiana y han aportado inspiración significativa en la eco-teología judía.La más reciente y completa expresión de la eco-tecnología hasta ahora puede verse en el trabajo de David Mevorach Seidenberg sobre Kabbalah y ecología.La eco-tecnología hindú incluye autores como Vandana Shiva.Seyyed Hossein Nasr, un académico perennialista y filósofo persa sufí, fue una de las primeras voces en pedir una revaluación de la relación de occidente con la naturaleza.
Elisabeth Sahtouris es una bióloga evolutiva y futurista que promociona una visión que cree que resultará en la salud sostenible y bienestar de la humanidad dentro de los sistemas vivos más grandes de la Tierra y el cosmos.Es profesora en la teoría de Gaia y compañera de trabajo de James Lovelock y Lynn Margulis.Cada vez existen más puntos de referencia entre el Gaianismo, ambientalismo y las mayores religiones del mundo.
Annie Dillard, autora estadounidense ganadora del premio Pulitzer, también combina observaciones en la naturaleza y exploraciones filosóficas en varios escritos eco-tecnológicos, incluyendo «Peregrino en Tinker Creek».Terry Tempest Williams es un escritor y conservacionista mormón que de forma sensible e imaginativa explora la eco-tecnología en su escritura personal.
La mayor parte del contenido de «Los Indios de las Américas» del exjefe de la Oficina de Asuntos Indígenas John Collier, se ocupa de la relación entre sostenibilidad ecológica y religión entre los nativos americanos del norte y sur. 
Mark I. Wallace se describe como un animista; su investigación argumenta que cuando Dios se presenta en la Biblia como una paloma, serpiente o zarza ardiente, esta es una transformación literal en vez de una metafórica.